# Chasing Amy
Chasing Amy är en amerikansk film från 1997 i regi och med manus av Kevin Smith med bland andra Ben Affleck och Jason Lee i rollerna.

## Handling
Serietecknaren Holden McNeil (Ben Affleck) blir intresserad av Alyssa Jones (Joey Lauren Adams), det stora problemet är bara att hon är lesbisk. De blir i alla fall vänner och med tiden även kärlekspartners trots Alyssas sexuella läggning. Ett triangeldrama utvecklas då Holdens nära vän och kollega Banky Edwards (Jason Lee) blir avundsjuk på de tvås förhållande. Till slut håller inte förhållandet mellan Holden och Alyssa utan de går skilda vägar och Alyssa går in i ett annat förhållande med en kvinna.

## Om filmen
Chasing Amy är Kevin Smiths tredje film och fick ett bättre mottagande av kritikerna än den föregående Mallrats.

## Medverkande
| Skådespelare      | Roll          |
| ----------------- | ------------- |
| Ben Affleck       | Holden McNeil |
| Joey Lauren Adams | Alyssa Jones  |
| Dwight Ewell      | Hooper X      |
| Jason Lee         | Banky Edwards |
| Jason Mewes       | Jay           |
| Kevin Smith       | Silent Bob    |
| Casey Affleck     | Little Kid    |
| Matt Damon        | Shawn Oran    |
| Scott Mosier      | Collector     |
| Brian O'Halloran  | Jim Hicks     |
| Ethan Suplee      | Fan           |
| Guinevere Turner  | Singer        |